# Moyo (Insel)

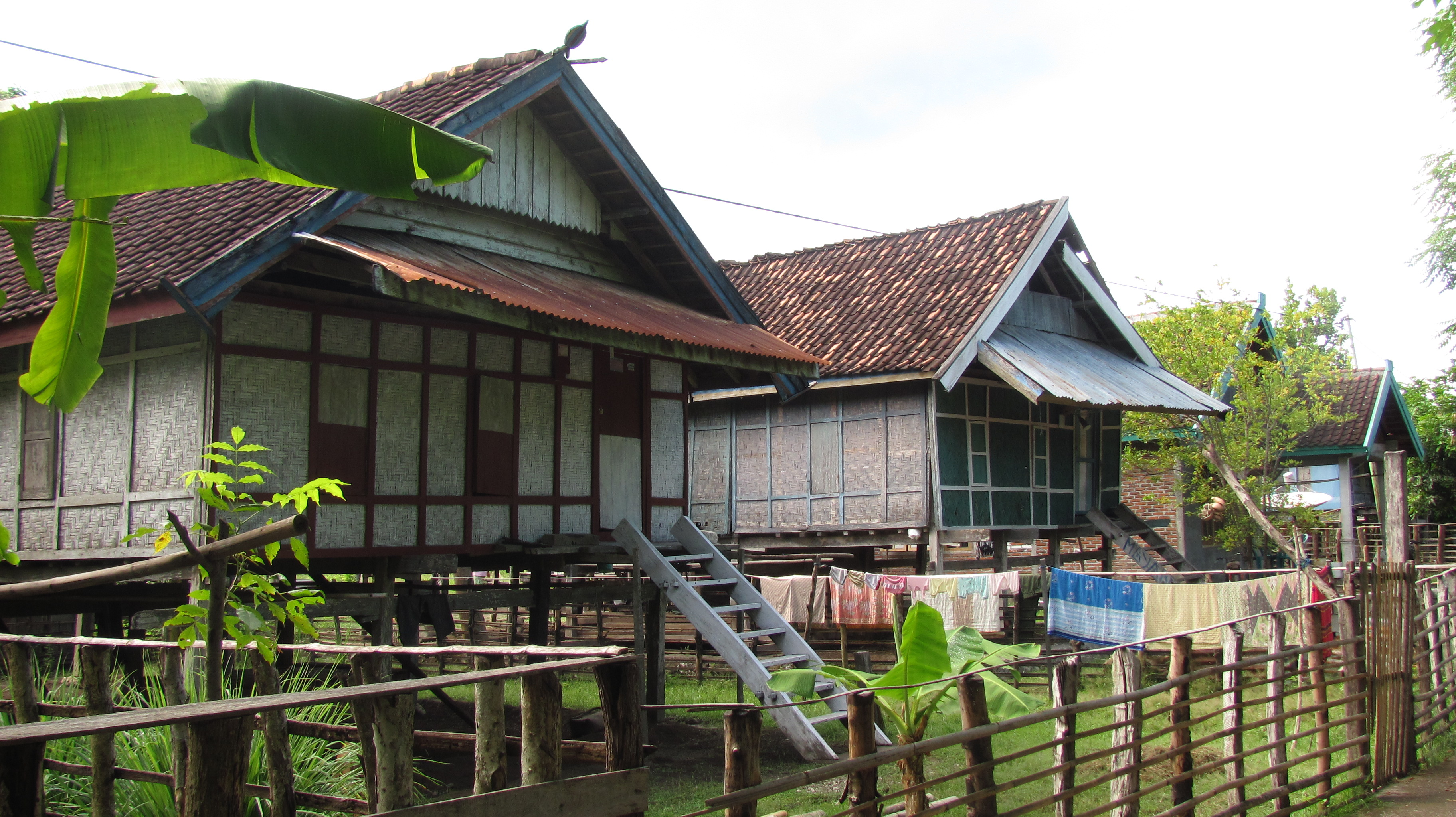
Pfahlbauten in Labuan Haji

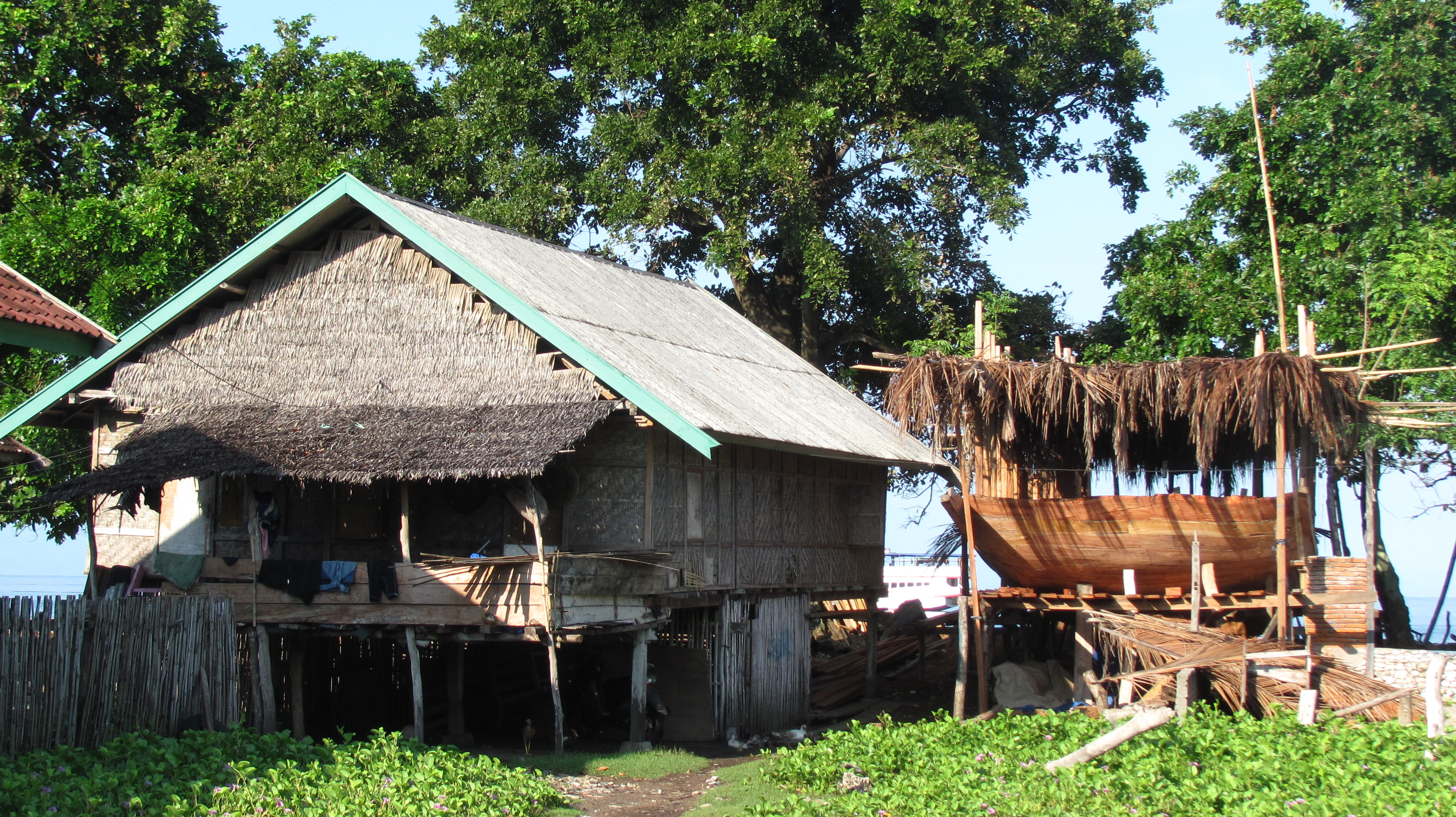
Schiffbau in Labuan Haji

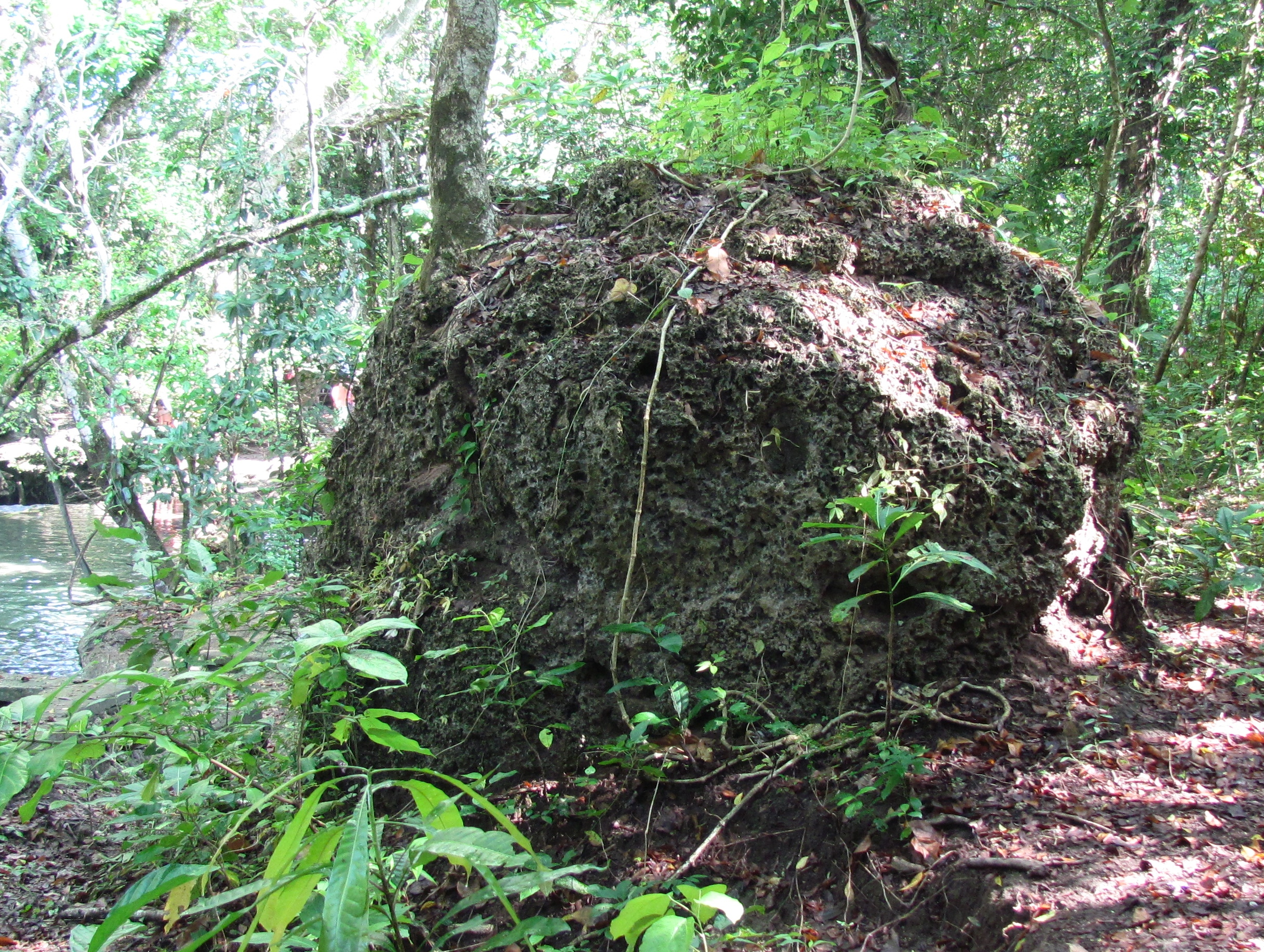
Korallenfelsen im Urwald am Fluss Kaali

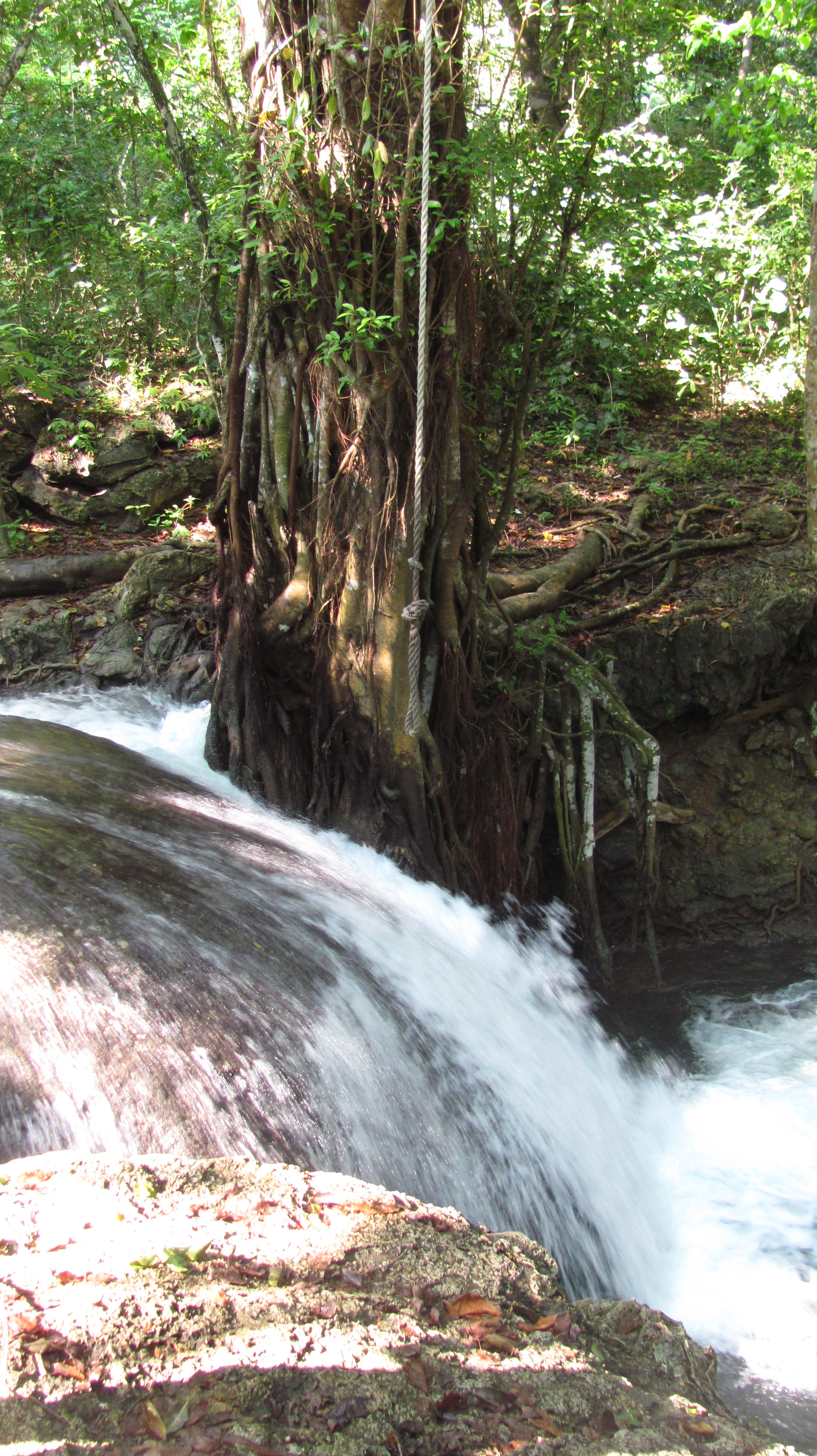
Wasserfall Diwu Mbai

Moyo, Bahasa Indonesia: Pulau Moyo, ist eine 330 km² große und wenig besiedelte indonesische Insel im Regierungsbezirk (Kabupaten) Sumbawa der Provinz West-Nusa Tenggara. 

## Lage und Größe
Moyo ist der erheblich größeren Insel Sumbawa im Nordwesten vorgelagert und von dieser durch die bis zu 2,5 km breite Meeresstraße Selat Saleh getrennt. Die Insel ist 31 km lang und bis zu 16 km breit. Die Küstenlinie misst 88 km. 

## Geographie
Die höchste Erhebung Moyos, der Gunung Moyo in der Mitte der Insel, erreicht 671 m.  Im Zentrum herrscht Savanne vor, an einigen Stellen dehnen sich Wälder aus. Von vielen Orten der Insel bietet sich ein Blick auf den höchsten Berg Sumbawas, den 2821 m hohen Vulkan Tambora.

## Fauna
Die von Korallenriffen umgebene Insel ist zum größten Teil Nationalpark. Er nimmt mit einer Fläche von 22 460 ha rund zwei Drittel der Insel ein.  Auf ihr leben Wildschweine, Warane, 21 Spezies von Fledermäusen, große Herden einheimischer Hirsche, darunter Muntjaks, Krabben fressende Makaken, Meeresschildkröten und viele Vogelarten.

## Bevölkerung
21 kleine Dörfer liegen überwiegend im Norden der Insel. Moyo hat etwa 6000 Einwohner. Die Lebensgrundlage der Einwohner bilden Landwirtschaft und Fischerei. 
Zu den größeren Orten zählt das von Reisfeldern umgebene Labuan Haji (auch "Labuhan Aji"), das über eine Schule und eine Gesundheitsstation (Puskesmas) sowie über einfache Einkaufsmöglichkeiten zur Deckung des täglichen Bedarfs verfügt. In Labuan Haji werden noch heute Schiffe auf traditionelle Art gebaut.
Weitere Orte auf Moyo sind:
- Brang Rea unweit von Labuan Haji
- Sebaru unweit vom Kap Tanjung Sebaru, der Nordspitze Moyos
- Sibotok im Nordosten
- Rumah Santek an der Ostklüste
- Brang Gado an der Westküste
- Tanjung Pasir an der Südküste
- Pasir Cape an der Südspitze

## Transport
Von Tanjung Pasir, einem an der Südküste gelegenen kleinen Hafen, besteht eine Fährverbindung nach Sumbawa Besar.

## Tourismus
Moyo ist vom Tourismus kaum berührt. Ein Ferienresort der gehobenen Preiskategorie wurde isoliert im Süden der Insel angelegt, wo sich ausgedehnte Strände mit hervorragenden Tauchgründen befinden. An einigen wenigen Stellen wurden Wanderwege durch den Urwald angelegt. Bei mehrtägigen Schiffstouren von Lombok nach Komodo wird gelegentlich Labuhan Haji angelaufen.
Von Labuan Haji führt ein etwa 2 km langer Weg vorbei an der Ortschaft Brang Rea durch ein Stück Urwald am Fluss Kaali entlang zu dem Wasserfall Diwu Mbai, wo das Baden gestattet ist. Ein weiterer besuchenswerter Wasserfall ist der Mata Jitu. Im Urwald sind massive Felsbrocken aus Korallengestein beachtenswert. In Labuan Haji, das zum Teil aus Pfahlbauten besteht, kann man beim Bau  traditioneller Schiffe mit einfachsten Mitteln zusehen.